# Часовня-усыпальница семьи Маслок
Часовня-усыпальница семьи Маслок находится в Тутаеве рядом с церковью Троицы Живоначальной.  

## Описание
Постройка была создана в 1892 году по особому разрешению Романово-Борисоглебским нотариусом Василием Исидоровичем Маслоком. Сооружение возвели в память о смерти его жены Марии Сергеевны и новорождённого сына Сергея. Позднее в этом склепе был похоронен и сам Василий Исидорович Маслок со своей второй женой Екатериной.
Часовня выполнена из красного кирпича, имеет небольшие размеры (5×5 м) и богато украшена. На памятной табличке указано, что здесь покоятся Мария (прожившая 25 лет 4 месяца и 1 день), Сергей (проживший 9 дней), Екатерина и Василий Маслок.

## Галерея
| - Часовня в 2021 году - надпись на часовне-усыпальнице - состояние часовни в 2019 году - состояние часовни в 2017 году |